# Greenwoodita
La greenwoodita és un mineral de la classe dels silicats. Rep el nom en honor de Hugh J. Greenwood, mineralogista canadenc i antic professor de mineralogia de la Universitat de la Colúmbia Britànica, al Canadà.

## Característiques
La greenwoodita és un nesosilicat de fórmula química (Ba,V3+O)₂V3+9(Fe3+,Fe2+)₂Si₂O22. Va ser aprovada com a espècie vàlida per l'Associació Mineralògica Internacional l'any 2010, sent publicada per primera vegada el 2012. Cristal·litza en el sistema trigonal. La seva duresa a l'escala de Mohs és 5.
L'exemplar que va servir per a determinar l'espècie, el que es coneix com a material tipus, es troba conservat al Museu Americà d'Història Natural de la ciutat de Nova York (EUA), amb el número de catàleg: 109839.

## Formació i jaciments
Va ser descoberta al dipòsit de Wigwam, situat a la divisió minera de Revelstoke, a la Colúmbia Britànica (Canadà), on es troba en forma de grans petits disseminats, semiprismàtics a tabulars. Aquest dipòsit canadenc és l'únic indret de tot el planeta on ha estat descrita aquesta espècie mineral.